# 가타야마 사쓰키

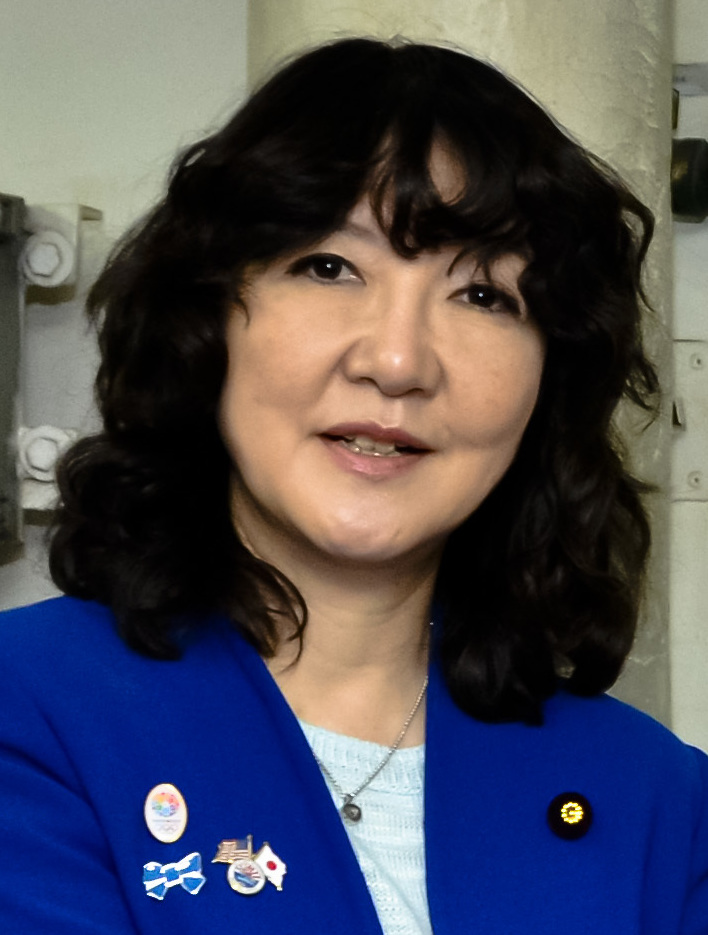
2006년

가타야마 사쓰키(片山 さつき,かたやま さつき 1959년 5월 9일 ~ 일본 사이타마현)은 일본의 정치인이며 참의원이다. 이번 제4차 아베 신조 내각 (개조)에 내각부 특명 담당 대신으로 임명되었다. 직함이 3개 지방 생성 담당, 규제 개혁 담당, 남녀 공동 참가 담당